# Coprostasi
La coprostasi è un transito fecale lento (sino all'accumulazione fecale priva di movimento) all'interno dell'intestino   che a sua volta condiziona, aumentandolo, l'assorbimento/sottrazione dell'acqua dalle feci, rendendo queste ultime in media più secche.
La coprostasi in media contribuisce ai sintomi della stipsi, in particolare è frequente nella stipsi cronica ma 
- non coincide né con la stipsi né con la stipsi cronica
- non è una caratteristica obbligatoria né della stipsi né della stipsi cronica
- a differenza della stipsi e della stipsi cronica che sono "sindromi" e sintomi in cui il percepito e vissuto del paziente è parte fondamentale dei criteri diagnostici (si veda specie riguardo alla stipsi cronica), la coprostasi è un dato obiettivo sperimentalmente rilevabile a livello organico dai devices medici
- mentre la stipsi e la stipsi cronica in media sono anzitutto autodiagnosticate (e quindi percepite dal paziente) e poi eventualmente clinicamente confermate, la coprostasi non è per forza avvertita dal paziente

## Segni, sintomi, rischi
In caso di coprostasi connessa a stipsi e specie stipsi cronica l'atto della defecazione o evacuazione è accompagnato a dolori che potranno essere anche intensi o molto intensi e può portare in casi gravi (compattazione delle feci) all'ileo patologico.
Quasi solo nei casi di stipsi cronica
- lo sforzo richiesto dall'evacuazione può essere causa di emorroidi
- negli stadi avanzati, l'addome può dilatarsi e divenire diffusamente dolente, con crampi e, occasionalmente, con aumentati borbottii viscerali
- i casi più gravi ("compattazione fecale"), gravi anche perché talvolta il soggetto non ne è cosciente, possono mostrare sintomi di occlusione intestinale, (vomito, addome molto sensibile) e "diarrea paradossa", in cui feci morbide dall'intestino tenue bypassano la materia compattatasi nel colon.